# VfL Wolfsburg
Pour la section féminine, voir VfL Wolfsburg (féminines).
Maillots
Actualités
Le VfL Wolfsburg est un club omnisports allemand basé à Wolfsburg dans le Land de Basse-Saxe, dont la section football évolue en Bundesliga 1, première division du football allemand. Depuis avril 2018, le club est présidé par Frank Witter. 
En première division allemande depuis la saison 1997-1998, le club s'y maintient tout au long des années 2000 sans être relégué en division inférieure. Au cours des 15 dernières années, l'équipe est parvenue à se qualifier dans plusieurs compétitions européennes comme la Ligue des champions en 2009 et la Ligue Europa (anciennement Coupe de l'UEFA) par deux fois : la première en 1999, et la seconde où elle va jusqu'en quart de finale lors de l’édition 2009-2010 avant d'être éliminée par le futur finaliste de la compétition. Enfin elle participe à la Coupe Intertoto en 2000, 2001, 2003, 2004 et 2005.
Lors de la saison 2008-2009, le club remporte le titre de champion d'Allemagne pour la première fois de son histoire, onze ans après avoir quitté la  Bundesliga 2 en étant vice-champion en 1997. Le club est aussi vainqueur de la Coupe d'Allemagne (DFB-Pokal) en 2015, au terme d'une finale disputée avec le Borussia Dortmund.
L'équipe première joue ses matchs à domicile dans l'enceinte de la Volkswagen-Arena.
Le club possède également une section féminine,fondée en 2003, qui participe à la Frauen Bundesliga.

## Repères historiques
- 12 septembre 1945 - fondation du club sous le nom de VSK Wolfsburg.
- 1945 - le club est renommé VfL Wolfsburg.
- 1999 - 1re participation à une Coupe d'Europe  (Coupe de l'UEFA).
- 2009 - 1re titre de son histoire en devenant champion d'Allemagne.
- 2009/2010 - 1re participation à la Ligue des champions.
- 2015 - 1re victoire en Coupe d'Allemagne et en Supercoupe d'Allemagne.
- 2015 - 1re qualification pour les 8e de finales de la Ligue des champions de l'UEFA en tant que premier du groupe devant le PSV Eindhoven, Manchester United Football Club et le CSKA Moscou.
- 2016 - 1re qualification en quart de finale de la Ligue des champions en éliminant le club belge la Gantoise (2-3;1-0).

## Histoire

### Une nouvelle équipe dans une nouvelle ville
La ville de Wolfsburg est fondée en 1938 comme ville-mère des usines Volkswagen. Le premier club de football affilié à Volkswagen est le BSG Volkswagenwerk Stadt des KdF-Wagen, une équipe d'ouvriers. Cette équipe joue en Gauliga Osthannover lors des saisons 1943-44 et 1944-45.
Le 12 septembre 1945, à la suite de la Seconde Guerre mondiale, un nouveau club est fondé qui s'appela le VSK Wolfsburg. Ils jouent en vert et blanc encore porté par le VfL aujourd'hui ; l'entraîneur  des jeunes Bernd Elberskirch avait dix chandails verts à sa disposition et des draps blancs donnés par le public ont été cousus par des femmes locales pour faire des shorts.
Le 15 décembre 1945, le club  traverse une crise qui met presque fin à son existence lorsque tous les joueurs, sauf un, partent rejoindre le FC Wolfsburg. Le seul joueur restant, Josef Meyer, travaille avec Willi Hilbert pour reconstruire l'équipe en signant de nouveaux joueurs. Le club est renommé VfL Wolfsburg, VfL pour Verein für Leibesübungen. Ce qui veut dire « club de gymnastique » ou « club d'exercices ». En un an, ils remportent le titre local Gifhorn. À la fin de novembre 1946, le club joue un match amical contre Schalke 04 au stade de Volkswagen.

### Après-guerre
Le club fait des progrès lents mais réguliers lors des saisons suivantes. Ils gagnent un certain nombre de championnats amateurs, mais sont incapables de progresser hors des séries éliminatoires de promotion jusqu'à ce qu'ils montent finalement en 1954 avec une victoire 2-1 contre le Heider SV. Wolfsburg, cependant, lutte pour le maintien, ils sont presque relégués chaque saison jusqu'à descendre finalement en 1959. Quand la première division allemande de football, la Bundesliga, est fondée en 1963, Wolfsburg joue en Regionalliga Nord (Deuxième division) puis descend en  Verbandsliga Niedersachsen (Troisième division), atteignant la finale du Championnat allemand amateur cette même année (0-1 contre le VfB Stuttgart Amat.).

### En route vers la Bundesliga
Wolfsburg reste en deuxième division pendant douze ans avec comme meilleure performance une deuxième place en 1970, ce qui lui permet de jouer un match de barrage pour monter en Bundesliga, qu'ils perdront. Du milieu des années 1970 au début des années 1990, Les Loups jouent en troisième division, en Amateur Oberliga Nord. Leur première place en 1991 et 1992 leur permet d'accéder en 2. Bundesliga dès la saison 1992-93. 
Wolfsburg continue à connaître un certain succès dans les années 1990. L'équipe atteint la finale de la Coupe d'Allemagne en 1995 où ils sont battus 0-3 par le Borussia Mönchengladbach, mais font partie des meilleurs de la deuxième division. Ils atteignent la deuxième place en 1997 ce qui leur permet de monter en Bundesliga. Les pronostics furent que Wolfsburg ne tiendraient qu'une saison mais contre toute attente ils se maintiennent et se placent dans la première partie de tableau durant quelques saisons.
Durant la saison 1998-99, Wolfsburg, sous la direction de Wolfgang Wolf, occupe la cinquième place lors de la 33e journée et ils ont de l'espoir de terminer quatrième et donc de participer à la Ligue des champions. Mais après une défaite 6-1 face au MSV Duisbourg, les Loups terminent à la sixième place avec 55 points et se qualifient pour la Coupe UEFA. Ils sont également qualifiés pour la Coupe Intertoto en 2000, 2001, 2003, 2004 et 2005, leur meilleure performance étant une finale perdue face au club italien de Pérouse. Cela est suivi par quelques saisons avec peu de succès pour le club, en évitant de justesse la relégation en finissant 15e lors des saisons 2005-06 et 2006-07.

### Depuis 2008
Pour la saison 2007-08, le club, sous la houlette de Felix Magath, finira à la cinquième position, leur meilleure place en Bundesliga à l'époque. Cela permet également aux Loups de se qualifier pour la Coupe UEFA pour la deuxième fois de leur histoire.
Durant la saison 2008-2009, Wolfsburg remporte son premier titre de Bundesliga après avoir battu le Werder Bremen 5-1 le 23 mai 2009. Lors de cette campagne, Wolfsburg égale la plus longue série de victoires en Bundesliga avec dix victoires consécutives après la pause hivernale. Ils deviennent également la seule équipe de Bundesliga à avoir eu deux buteurs marquant plus de 20 buts chacun en une saison, le Brésilien Grafite marquant 28 buts et le Bosniaque Edin Džeko marquant 26 buts. 
Qualifié directement en phase de poules de Ligue Europa 2008-2009, Wolfsburg finira premier de son groupe composé de l'AC Milan, des SC Heerenveen et SC Braga ainsi que Portsmouth FC, avec 10 points ; 3 victoires et 1 nul arraché à San Siro contre le Milan AC. 
Ils sont éliminés en seizièmes de finale par le Paris Saint Germain, après une défaite 2-0 au Parc des Princes et une autre 1-3 à domicile à la Volkswagen-Arena. 
Grâce à son titre de champion d'Allemagne, Wolfsburg se qualifie pour la Ligue des champions pour la première fois de son histoire.
Lors de la saison 2009-10, Wolfsburg licencie son entraîneur nouvellement nommé Armin Veh après la pause d'hiver en raison du manque de résultats, le club étant en deuxième partie de tableau. En Ligue des champions, ils arrivent à la troisième place de leur groupe, derrière Manchester United et le CSKA Moscou, n'accédant donc pas aux phases éliminatoires. En conséquence, ils se qualifient pour la phase des huitièmes de finale de la Ligue Europa. Ils battent le club espagnol de Villarreal 6-3. Lors des quarts de finale, cependant, ils sont battus 3-1 par les futurs finalistes Fulham. Le 11 mai 2010, le poste d'entraîneur est confié à l'ancien entraîneur de l'équipe d'Angleterre, Steve McClaren. Après avoir guidé Twente à leur tout premier titre néerlandais, il est le premier entraîneur anglais à entraîner un club de Bundesliga.
Le 7 février 2011, cependant, McClaren est écarté du club et Pierre Littbarski prend la relève. Wolfsburg perd quatre fois en cinq matchs, et se retrouve rapidement en zone de relégation. Le 18 mars 2011, Wolfsburg adoube Felix Magath comme nouvel entraîneur et directeur sportif, près de deux ans après avoir gagné la  Bundesliga avec Wolfsburg et deux jours après avoir été licencié de son poste au Schalke 04. Il signe un contrat de deux ans avec le club.
Magath stabilise la position de l'équipe en milieu de tableau, mais malgré un investissement important, il ne peut finir dans la première partie de tableau. Après seulement cinq points collectés en huit matches (pas de buts et de points lors des quatre derniers matchs), Magath quitte le club, est temporairement remplacé par Lorenz-Günther Köstner. Le 22 décembre 2012, l'ancien entraîneur du 1. FC Nuremberg, Dieter Hecking, est nommé nouvel entraîneur de Wolfsburg et est lié au club jusqu'en 2016.
Le 2 février 2015, Wolfsburg fait l'acquisition de l'international allemand André Schürrle pour la somme de 30 millions d'euros, après une période difficile passée au Chelsea FC ; c'est à l'époque le transfert le plus cher de l'histoire du club. Avec une équipe renforcée notamment par l'arrivée de Kevin de Bruyne, le club se hisse à la deuxième place de la Bundesliga lors de la saison 2014-15 derrière le Bayern Munich. Il se qualifie donc automatiquement pour la phase de groupes 2015-16 de la Ligue des champions. Le 30 mai, l'équipe remporte ensuite le DFB-Pokal 2015 face au Borussia Dortmund, la première victoire de Coupe d'Allemagne de l'histoire du club. Le 1er août, l'équipe bat le Bayern dans la Super Coupe 2015 aux tirs au but, un succès majeur pour le club, qui souffre d'un cruel manque de titre.
À la fin du mercato d'été de 2015, Wolfsburg vend Kevin De Bruyne (fraîchement nommé Joueur de la Saison en Bundesliga) à Manchester City pour la somme considérable de 75 millions d'euros, soit le record pour un club de Bundesliga. L'exercice 2015-16 voit Wolfsburg terminer à la huitième place. La saison est marquée notamment par la rencontre historique entre le Bayern Munich FC et le VfL Wolfsburg le 22 septembre 2015, au cours de laquelle l'attaquant polonais de Munich Robert Lewandowski inscrit un quintuplé record en seulement 9 minutes. En Ligue des champions, les Loups atteignent les quarts de finale pour la première fois de leur histoire, avant d'affronter le Real Madrid. Gagnants 2-0 à l'aller, ils doivent s'incliner 3-0 au retour. Ils finissent, lors de la saison 2017-2018 en seizième position, disputant donc les barrages de relégation contre le Holstein Kiel, qu'ils remportent 3-1 à l'aller et 1-0 au retour pour se maintenir en Bundesliga.
Lors de la saison 2021-2022, l'entraîneur Mark van Bommel sera renvoyé et remplacé par Florian Kohfeldt le 26 octobre 2021.

## Palmarès
Le tableau suivant liste le palmarès du VfL Wolfsburg dans les différentes compétitions officielles aux niveaux national et international. Les premiers titres que le club réussit à gagner sont des championnats amateurs dans la zone est de la Basse-Saxe, ce qui correspond alors à la 2e division allemande de l'époque, elle le remporte par trois fois en 1952 puis en 1954 et enfin en 1963. Il remporte également deux titres consécutifs de l'Oberliga Nord en 1991 et le second en 1992. Lors de la saison 2008-2009, il conquiert le titre de champion d'Allemagne pour la première fois de son histoire devant le Bayern Munich. Le premier sacre en Coupe d'Allemagne a lieu en 2015, sous la houlette de Klaus Allofs comme directeur sportif.
Sur la scène internationale, la première compétition européenne à laquelle le VfL Wolfsburg prend part est la Coupe UEFA 1999-2000 où il est éliminé en seizièmes de finale, ce parcours est réédité en 2008-2009, et même dépassé en 2009-2010 en Ligue Europa qui remplace alors la Coupe UEFA, où les Loups se hisse jusqu'en quart de finale. Grâce à leur première place lors de la saison du titre, les verts et blancs sont qualifiés pour la Ligue des champions, là aussi pour la première fois dans l'histoire du club, ils finissent 3e de leur groupe. Lors de leur deuxième participation à cette compétition reine lors de l'édition 2015-2016, ils parviennent en quart de finale où ils sont battus de justesse par les futurs vainqueurs, le Real Madrid.
Le VfL Wolfsburg connait son premier bon au classement européen en 2010 en atteignant la 51e place, il connait ainsi sa plus forte progression passant de la 97e à la 51e place. Il est actuellement classé en 41e position.
| Compétitions nationales | Compétitions internationales |
| - Championnat d'Allemagne de football (1) - Champion : 2009 - Vice-champion : 2015 - Championnat d'Allemagne de football D2 - Vice-champion : 1997 - Championnat d'Allemagne de football D2 ouest-allemand - Vice-champion : 1970 - Championnat d'Allemagne de football D3 - Champion : 1991, 1992 - Vice-champion : 1976, 1978, 1988 - Championnat d'Allemagne amateur - Champion : 1952, 1954, 1963 - Coupe d'Allemagne de football (1) - Vainqueur : 2015 - Finaliste : 1995 - Supercoupe d'Allemagne de football (1) - Vainqueur : 2015 - Finaliste : 2009 (non officielle) | - Ligue des champions - Meilleure performance : quart de finaliste en 2016. - Ligue Europa - Meilleure performance : quart de finaliste en 2010 et en 2015. - Coupe UEFA - Meilleure performance : seizièmes de finaliste en 2000 et 2009. - Coupe Intertoto - Meilleure performance : finaliste en 2003. |

## Infrastructures

### Stade

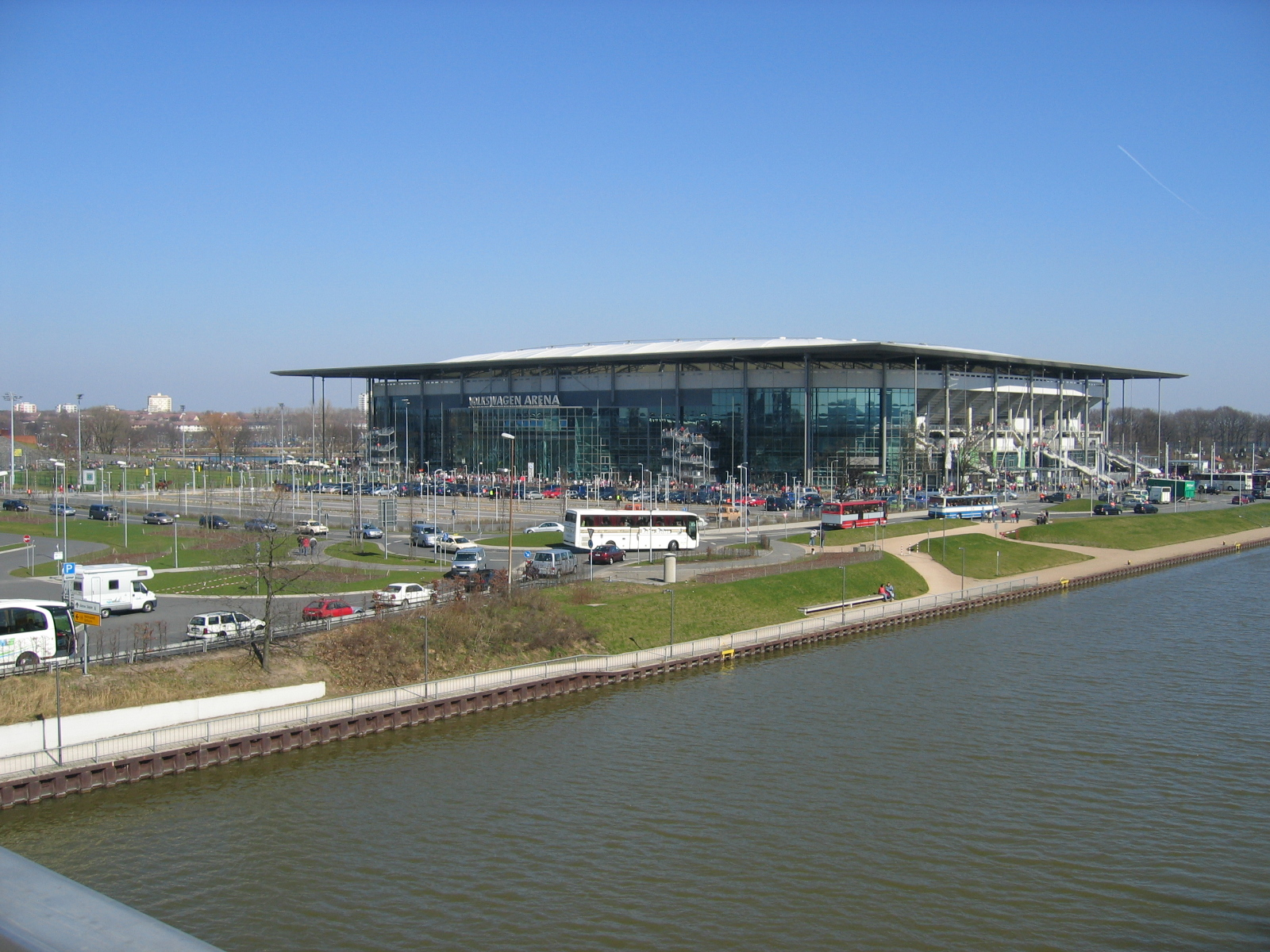
La Volkswagen-Arena en 2005.

Situé au cœur de la ville de Wolfsburg et à côté de l'usine Volkswagen, la Volkswagen-Arena est le stade du VfL Wolfsburg qui y dispute ses matchs à domicile, ce stade construit entre mai 2001 et décembre 2002 possède une capacité de 30 000 places dont 22 000 places assisses et 8 000 places variables ainsi que 31 loges pour un coût de 53 millions d'euros. L'origine de l'architecture du stade a été confié à HPP Hentrich-Petschnigg & Partner KG.

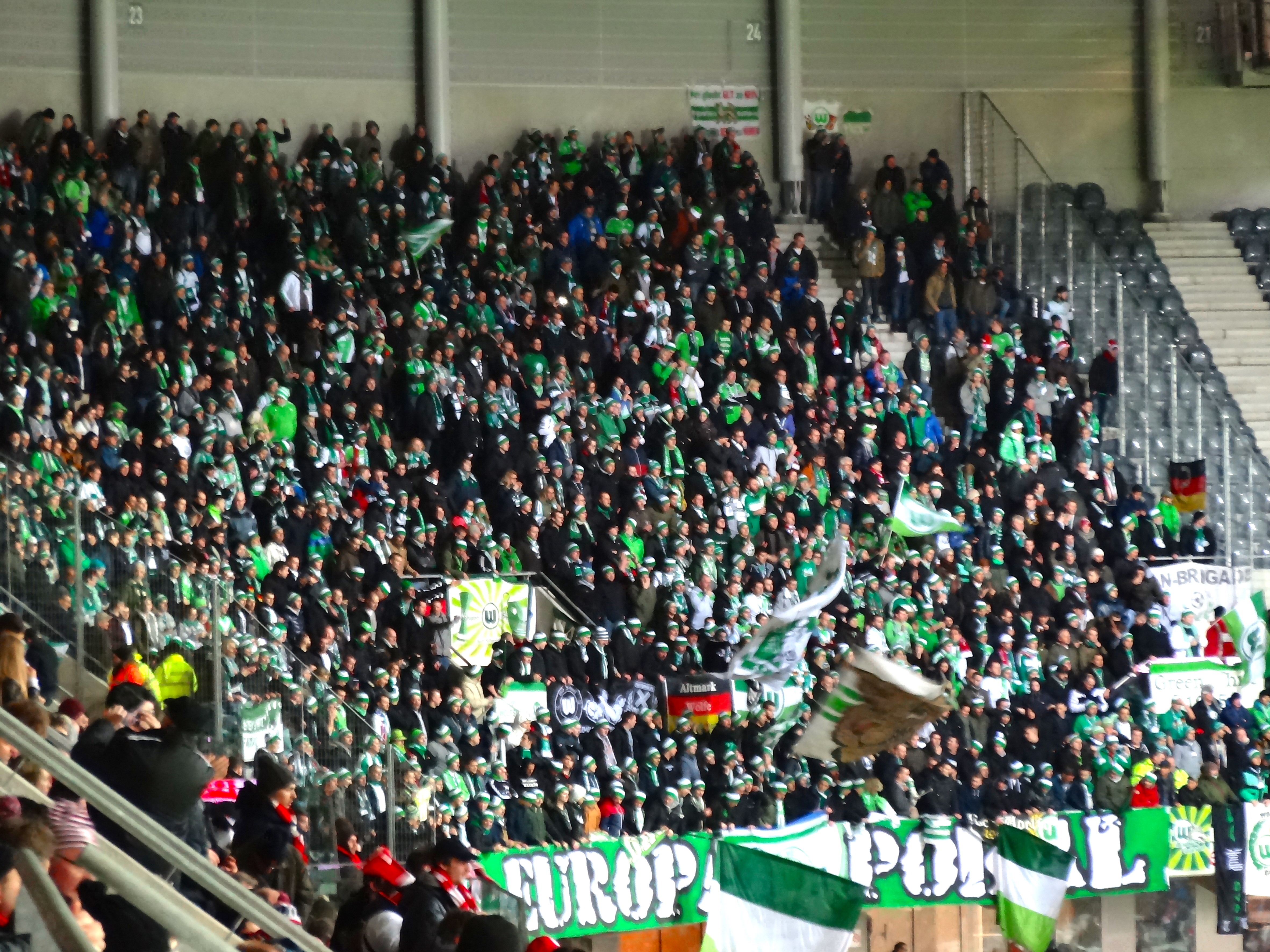
Supporters en déplacement à Lille.

Inauguré le 13 décembre 2002, ce stade voit jouer son premier match deux jours plus tard, une rencontre opposant le VfL Wolfsburg contre le VfB Stuttgart en championnat qui se solde par une défaite des joueurs locaux sur le score de 2 buts à 1 en faveur du VfB Stuttgart devant 24 000 spectateurs. Le premier but de Wolfsburg dans son enceinte est inscrit par Tomislav Marić sur pénalty.
Le 1er juin 2003, soit quelques mois après son ouverture, le stade accueille un match de l'équipe national allemande face au Canada dans le cadre d'un match amical, remporté par la Nationalmannschaft sur le score de 4 buts à 1. En juin 2006, un autre match international s'y joue entre la Croatie et la Pologne.
En 2011, la Coupe du monde féminine se déroule sur le sol allemand, le stade est alors sélectionné pour abriter quelques matchs de phase de groupes et un quart de finale opposant le pays hôte, l'Allemagne contre le futur vainqueur de la compétition, le Japon.

## Joueurs et personnalités du club

### Effectif professionnel actuel
Le premier tableau liste l'effectif professionnel du VfL Wolfsburg pour la saison 2025-2026. Le second recense les prêts effectués par le club lors de cette même saison.
En grisé, les sélections de joueurs internationaux chez les jeunes mais n'ayant jamais été appelés aux échelons supérieurs une fois l'âge-limite dépassé ou les joueurs ayant pris leur retraite internationale.

### Joueurs emblématiques
- Maximilian Arnold
- Ridle Baku
- Julian Draxler
- Mario Gómez
- Yannick Gerhardt
- Simon Jentzsch
- Robin Knoche
- Marcel Schäfer
- André Schürrle
- Patrick Weiser
- Kevin De Bruyne
- Koen Casteels
- Junior Malanda
- Edin Džeko
- Zvjezdan Misimović
- Martin Petrov
- Dante
- Diego
- Grafite
- Josué
- Luiz Gustavo
- Naldo
- Marcelinho
- Mario Mandžukić
- Ivica Olić
- Ivan Perišić
- Simon Kjær
- Josuha Guilavogui
- Maxence Lacroix
- Hans Sarpei
- Andrea Barzagli
- Cristian Zaccardo
- Makoto Hasebe
- Victor Osimhen
- Bas Dost
- Wout Weghorst
- Jakub Błaszczykowski
- Dorinel Munteanu
- Sergiu Radu
- Miroslav Karhan
- Ricardo Rodríguez
- Diego Benaglio
- Brian McBride
- Claudio Reyna

### Entraîneurs
Mise à jour le 24 mai 2022,.
| Entraîneur                       | Début             | Fin               | Matchs | Gagnés | Nuls | Perdus | Gagnés % |
| -------------------------------- | ----------------- | ----------------- | ------ | ------ | ---- | ------ | -------- |
| Ludwig Lachner                   | 1er juillet 1963  | 30 juin 1966      |        |        |      |        | 0.0      |
| Imre Farkaszinski                | 1er juillet 1966  | 16 janvier 1975   |        |        |      |        | 0.0      |
| Fritz Schollmeyer                | 17 janvier 1975   | 23 avril 1975     |        |        |      |        | 0.0      |
| Günther Brockmeyer               | 24 avril 1975     | 28 avril 1975     |        |        |      |        | 0.0      |
| Paul Kietzmann                   | 29 avril 1975     | 28 novembre 1976  |        |        |      |        | 0.0      |
| Radoslav Momirski                | 2 décembre 1976   | 4 mars 1978       |        |        |      |        | 0.0      |
| Imre Farkaszinski                | 5 mars 1978       | 2 décembre 1978   |        |        |      |        | 0.0      |
| Henk van Meeteren                | 4 décembre 1978   | 29 avril 1979     |        |        |      |        | 0.0      |
| Wilfried Kemmer                  | 30 avril 1979     | 20 octobre 1983   |        |        |      |        | 0.0      |
| Imre Farkaszinski                | 22 octobre 1983   | 30 juin 1984      |        |        |      |        | 0.0      |
| Wolf-Rüdiger Krause              | 1er juillet 1984  | 30 juin 1988      |        |        |      |        | 0.0      |
| Horst Hrubesch                   | 1er juillet 1988  | 30 juin 1989      |        |        |      |        | 0.0      |
| Ernst Menzel                     | 1er juillet 1991  | 30 juin 1991      |        |        |      |        | 0.0      |
| Uwe Erkenbrecher                 | 1er juillet 1991  | 8 février 1993    |        |        |      |        | 0.0      |
| Dieter Winter (intérim)          | 9 février 1993    | 15 février 1993   | 1      | 1      | 0    | 0      | 100.0    |
| Eckhard Krautzun                 | 16 février 1993   | 5 avril 1995      | 85     | 35     | 28   | 22     | 41.1     |
| Gerd Roggensack                  | 6 avril 1995      | 22 octobre 1995   | 26     | 7      | 9    | 10     | 26.9     |
| Willi Reimann                    | 23 octobre 1995   | 17 mars 1998      | 86     | 32     | 32   | 22     | 37.2     |
| Uwe Erkenbrecher (intérim)       | 18 mars 1998      | 22 mars 1998      | 1      | 0      | 0    | 1      | 0.0      |
| Wolfgang Wolf                    | 23 mars 1998      | 4 mars 2003       | 195    | 77     | 53   | 65     | 39.4     |
| Jürgen Röber                     | 4 mars 2003       | 3 avril 2004      | 48     | 21     | 5    | 22     | 43.7     |
| Eric Gerets                      | 4 avril 2004      | 29 mai 2005       | 44     | 18     | 5    | 21     | 40.9     |
| Holger Fach                      | 1er juillet 2005  | 19 décembre 2005  | 24     | 8      | 7    | 9      | 33.3     |
| Klaus Augenthaler                | 29 décembre 2005  | 19 mai 2007       | 56     | 15     | 20   | 21     | 26.7     |
| Felix Magath                     | 1er juillet 2007  | 30 juin 2009      | 85     | 46     | 18   | 21     | 54.1     |
| Armin Veh                        | 1er juillet 2009  | 25 juin 2010      | 27     | 9      | 7    | 11     | 33.3     |
| Lorenz-Günther Köstner (intérim) | 25 janvier 2010   | 30 juin 2010      | 21     | 10     | 4    | 7      | 47.6     |
| Steve McClaren                   | 1er juillet 2010  | 7 février 2011    | 24     | 7      | 8    | 9      | 29.1     |
| Pierre Littbarski (intérim)      | 7 février 2011    | 17 mars 2011      | 5      | 1      | 0    | 4      | 20.0     |
| Felix Magath                     | 18 mars 2011      | 25 octobre 2012   | 52     | 18     | 10   | 24     | 34.6     |
| Lorenz-Günther Köstner (intérim) | 25 octobre 2012   | 31 décembre 2012  | 11     | 6      | 2    | 3      | 54.5     |
| Dieter Hecking                   | 1er janvier 2013  | 17 octobre 2016   | 19     | 6      | 9    | 4      | 31.5     |
| Valérien Ismaël                  | 17 octobre 2016   | 26 février 2017   |        |        |      |        |          |
| Andries Jonker                   | 27 février 2017   | 18 septembre 2017 |        |        |      |        |          |
| Martin Schmidt                   | 18 septembre 2017 | 19 février 2018   |        |        |      |        |          |
| Bruno Labbadia                   | 20 février 2018   | 30 juin 2019      |        |        |      |        |          |
| Oliver Glasner                   | 1er juillet 2019  | 26 mai 2021       |        |        |      |        |          |
| Mark van Bommel                  | 2 juin 2021       | 24 octobre 2021   | 11     | 5      | 2    | 4      |          |
| Florian Kohfeldt                 | 26 octobre 2021   | mai 2022          | 28     | 9      | 5    | 14     | 32,14    |
| Niko Kovač                       | 24 mai 2022       | 17 mars 2024      | 66     | 23     | 17   | 26     |          |
| Ralph Hasenhüttl                 | 17 mars 2024      | 4 mai 2025        |        |        |      |        |          |

## Historique du logo

Ancien logo (1956-1992)
Ancien logo (1992-2002)
Logo actuel (depuis 2002)